# Generali Česká pojišťovna
Generali Česká pojišťovna a.s. (dříve Česká pojišťovna a.s.) je univerzální pojišťovnou s dlouholetou tradicí v životním i neživotním pojištění. V roce 2019 měla tři miliony klientů, spravovala více než sedm milionů pojistných smluv a její tržní podíl na domácím trhu dosahoval 21,5 %.[zdroj⁠?!] Poskytuje jak individuální životní a neživotní pojištění, tak i pojištění pro malé, střední a velké klienty v oblasti průmyslových a podnikatelských rizik.
Česká pojišťovna byla součástí Generali CEE Holdingu B.V., který v České republice kromě České pojišťovny vlastnil i Generali Pojišťovnu. Generali CEE Holding má sídlo v Nizozemsku a jeho organizační složka sídlí v České republice v Praze. Dříve byl společným podnikem Assicurazioni Generali (podíl 51 %) a PPF Group (49 %). V lednu 2013 PPF Group oznámila, že svůj podíl v holdingu postupně v letech 2013 a 2014 odprodá Assicurazioni Generali a z holdingu si ponechá jeho aktiva v Rusku, Bělorusku, Kazachstánu a na Ukrajině.
V roce 2019 Česká pojišťovna koupila část pojistného kmene Generali Pojišťovny a přejmenovala se na Generali Česká pojišťovna, když Generali Pojišťovna se přejmenovala na Pojišťovnu Patricie.

## Historie
Pojišťovnictví má dlouhou historii, sahající až do starověkého Egypta a Řecka. V českých zemích začalo oficiálně v roce 1819 a významně se rozvíjelo v průběhu 19. a 20. století. Významným mezníkem bylo znárodnění pojišťoven v roce 1948, které vedlo k vytvoření Československé pojišťovny. 

### Privatizace

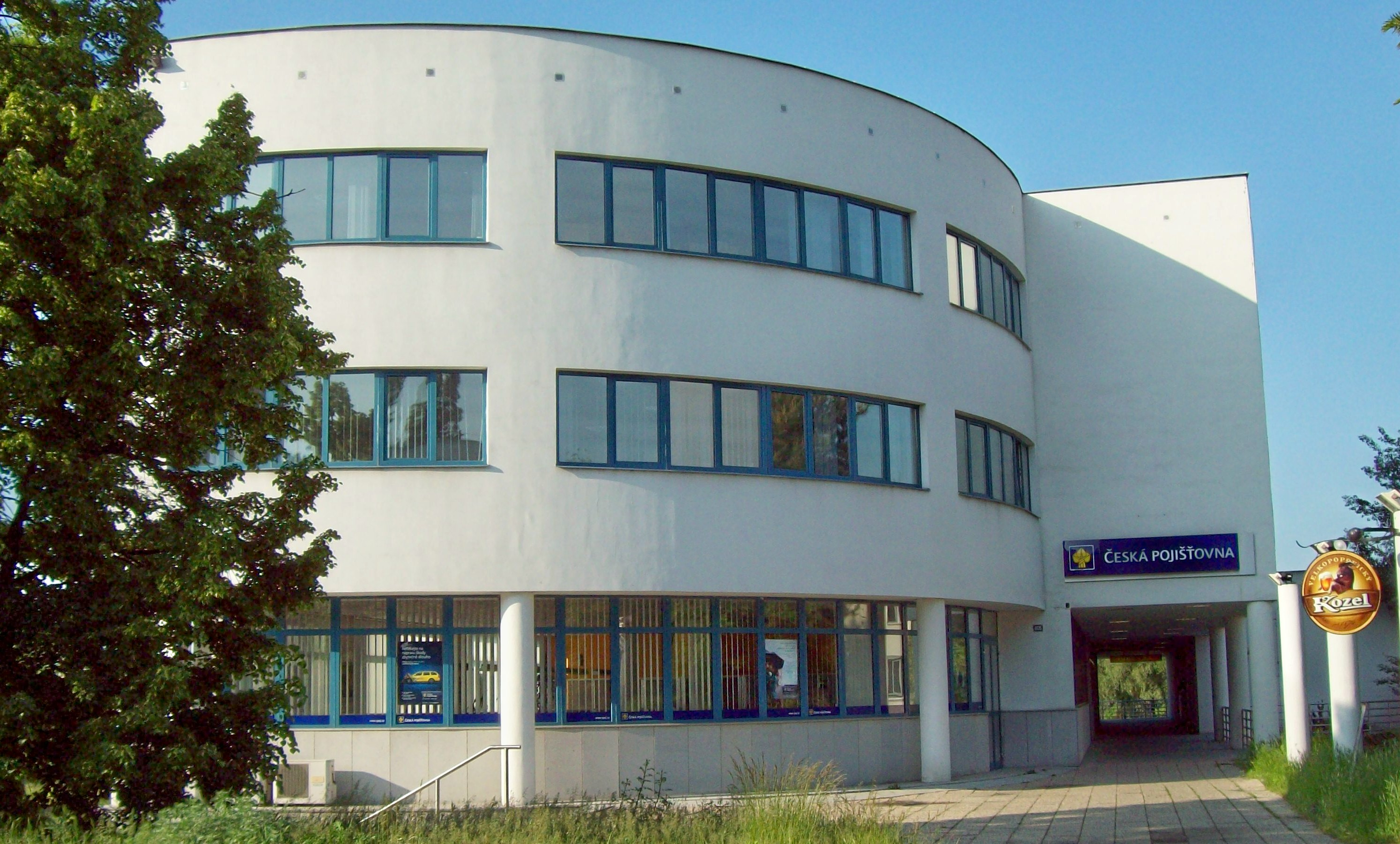
Česká pojišťovna, pobočka Mělník.

Po sametové revoluci byla Československá pojišťovna (ČP) postupně privatizována. Vláda schválila transformaci na akciovou společnost, 1. května 1992 proběhl zápis do obchodního rejstříku. Patnáct procent akcií bylo nabídnuto v kupónové privatizaci, většina z nich skončila v privatizačních fondech spravovaných společnostmi Harvard Capital & Consulting, První investiční a Spořitelní investiční společnost. Následně došlo k prodeji majoritního podílu polostátním bankám. ČSOB získala 14 %, Komerční banka, Investiční a poštovní banka, Česká spořitelna a Interbanka shodně 10 %, Fond národního majetku si ponechal pouze 30 % podíl.
V polovině devadesátých let měly české banky problémy s klasifikovanými úvěry. Problémy měly nejen banky, které držely v ČP majoritní podíl, ale také Kreditní banka Plzeň a Pragobanka, které vlastnila ČP. Tuto situaci využila investiční společnost PPF vedená Petrem Kellnerem. Investiční privatizační fondy spravované PPF odkoupily od České spořitelny a Interbanky jejich podíly. Stav Kreditní banky Plzeň a Pragobanky se rychle zhoršoval a ČP hrozily miliardové ztráty. 19. června 1996 se konala na Ministerstvu financí schůzka akcionářů ČP.
 Stát zastupovali ministr financí Ivan Kočárník (ODS), šéf FNM Roman Češka (ODA) a guvernér ČNB Josef Tošovský. Byla podepsána dohoda, na základě které skupina PPF převzala řízení samotné ČP a manažeři IPB si vzali na starost problémové banky. Součástí dohody byla opce pro PPF a IPB na odkoupení podílu ČSOB, podmíněná hospodařením ČP za rok 2007 (1997?) v černých číslech a auditorským výrokem bez výhrad. V roce 1998 PPF a IPB odkoupily podíl ČSOB a společně ČP ovládly, FNM a KB měly dohromady pouze 40% akcií.

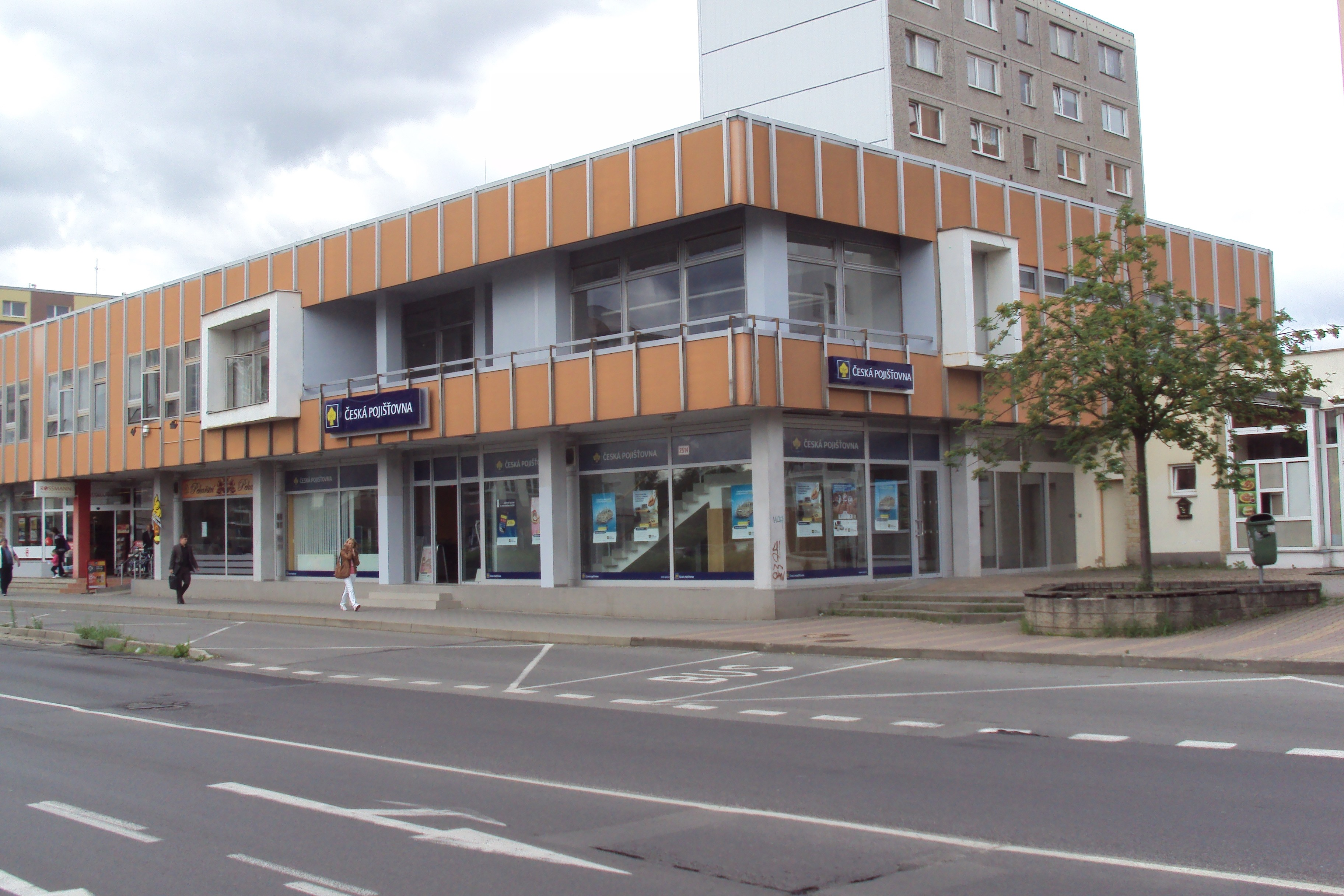
Pobočka v České Lípě

V roce 2000 získala 31% akcií od IPB, podle pozdějších informací za 5,6 miliardy Kč, k červnu 2000 tak ovládala PPF 53,7%. Transakce byla později napadena u soudu, protože PPF uplatnila vysokou pokutu za pozdní převod části akcií ve výši 1,6 miliardy Kč. Spory se státem i ČSOB, jež získala aktiva zkrachovalé IPB, trvaly až do roku 2006 a nakonec skončily podle informací médií smírem. V roce 2000 vláda Miloše Zemana odmítla nabídku PPF na odkup podílu FNM (asi 30% akcií), v roce 2001 však prodej podílu schválila. Stát získal za jednu akcii 3 750 Kč, celkem 3,9 miliardy korun. Ve stejném roce PPF získala i 10% podíl od Komerční banky za 1,279 miliardy Kč. V roce 2005 PPF rozhodla jako vlastník více než 90% vlastník o provedení squeeze-outu (vytěsnění minoritních akcionářů) za 21 288 Kč za akcii a stala se tak jediným vlastníkem České pojišťovny.

### Generali
V roce 2006 byl stoprocentní podíl PPF převeden do nově vzniklé společnosti CZI Holdings N.V., kam byla převedena i další aktiva PPF z oboru pojišťovnictví z Ruska a Ukrajiny. V roce 2007 PPF a Assicurazioni Generali oznámily, že vytvoří společný podnik – Generali PPF Holding, do kterého Generali vloží 1,1 miliardy eur a svá středoevropská aktiva, čímž v holdingu získá podíl 51%; PPF (resp. její dceřiná společnost PPF Co1 B.V.) pak vloží CZI Holding a v holdingu získá podíl 49 %. Společný podnik zahájil činnost v lednu 2008.
V lednu 2013 PPF Group oznámila, že svůj podíl v holdingu postupně v letech 2013 a 2014 odprodá Assicurazioni Generali za 1,286 (2013) a 1,235 (2014) miliardy eur a dále získá dividendy ve výši 352 milionů eur, celkem tedy 2,873 miliard eur (asi 73 miliard Kč). Dále PPF Group z holdingu odkoupila za 80 milionů eur jeho aktiva v Rusku, Bělorusku, Kazachstánu a na Ukrajině. Galerie PPF Art skupiny PPF Petra Kellnera zakoupila také Galerii České pojišťovny.
V prosinci roku 2019 převzala většinu pojišťovacích aktivit Generali Pojišťovny a přejmenovala se na Generali Česká pojišťovna. Nové logo obsahuje znak Generali a název Generali Česká pojišťovna. Změna proběhla 21. prosince 2019.

## Členství v důležitých organizacích
- Česká asociace pojišťoven
- Česká kancelář pojistitelů
- Asociace penzijních fondů (Penzijní společnost ČP)

## Dceřiné společnosti
Mezi dceřiné společnosti patří:
- Generali penzijní společnost, a.s (dříve Penzijní fond České pojišťovny, a.s.) – založena v roce 1994, aktiva přes 60 miliard Kč
- Česká pojišťovna ZDRAVÍ a.s. – poskytovatel nemocenského a soukromého zdravotní pojištění
- ČP Distribuce, a. s.
- Generali Distribuce, a. s.
- Pojišťovna Patricie, a. s.
- Direct Care s. r. o.

a další společnosti a nadace v České republice, Irsku, Bělorusku, Rumunsku a v Rusku.

### Bývalé dceřiné společnosti
- ČP DIRECT, a.s. 
  - Vymazána z OR, sloučena se společností Direct Care s. r. o.
- Generali Investments CEE, investiční společnost, a.s.
  - Do r. 2016 ČP INVEST investiční společnost, a.s.
- Generali Real Estate Fund CEE a.s., investiční fond
  - Do r. 2016 ČP INVEST Realitní uzavřený investiční fond a.s.
  - Vlastní akciovou společnost City Empiria, které patří stejnojmenná budova